# Vi Hart
Victoria Hart, conhecida como Vi Hart (1988), é uma artista norte-americana reconhecida por publicar suas criações em vídeos na forma de aulas de matemática e desenho.
Desde janeiro de 2012, Vi Hart integra a Khan Academy.